# 新財政研究会
新財政研究会（しんざいせいけんきゅうかい）は、日本の自由民主党派閥。本記事では、加藤の乱を契機として分裂した宏池会のうち堀内派→旧堀内派→丹羽・古賀派→古賀派の通称で呼ばれ、宏池会を名乗っていた新財政研究会について記述する。

## 沿革

### 堀内派時代
2000年11月、宏池会会長加藤紘一の第2次森内閣不信任決議案同調の動き（加藤の乱）に反発した宮澤喜一元首相、池田行彦、堀内光雄、丹羽雄哉ら反加藤グループが、2001年1月に堀内派を結成。第2次森改造内閣発足に伴う党役員人事では、野中広務幹事長の後任に国会対策委員長の古賀誠を送り込んだ。
2001年4月、森首相の退陣を受けた自民党総裁選で、堀内派は小泉純一郎候補の対抗馬である橋本龍太郎元首相を支援。優勢が伝えられていた橋本が敗れたため堀内派は反主流派に転落するも、小泉執行部で堀内が党総務会長に就任する。
2003年総裁選では、堀内総務会長を中心とする親小泉派と、古賀元幹事長を中心とする反小泉派に分裂。また、同年11月の衆議院議員総選挙を前に、宮澤元首相が小泉総裁から直々の引退勧告を受け、政界引退となった。
2004年1月、堀内派幹部だった池田行彦が死去。7月にはかつて宏池会会長も務めた鈴木善幸元首相が死去した。9月に行われた党役員人事では堀内光雄が総務会長を解任され、内閣改造でも冷遇されて以降は反小泉色を強める。
2005年7月、堀内光雄が郵政国会で郵政民営化法案採決で反対票を投じるため、派閥会長を辞任。その後は後継会長を立てず、丹羽雄哉・古賀誠の主導で派閥運営が進められた。

### 丹羽・古賀派時代

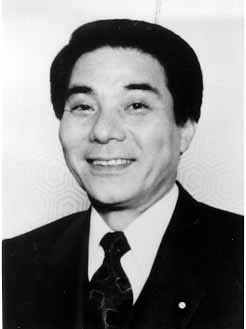
古賀誠

旧橋本派が津島派、旧亀井派が伊吹派、旧小里派が谷垣派へと、領袖不在だった他派がそれぞれ新体制へと移行していく中、これ以上派閥会長不在の状態が続くのは好ましくないとして、「旧堀内派」も新たな会長による体制への移行構想が浮上し、2006年2月に丹羽・古賀の両名が新設の共同代表に就任した。堀内会長退任後、派内に、小泉政権に一定の理解を示す丹羽元厚相と、あくまでも反小泉を貫く古賀元幹事長をそれぞれ派閥会長に推す二つのグループが形成され、派の分裂を防ぐための苦肉の策で丹羽・古賀両名をトップとする「二頭立て」となった。
2006年総裁選で安倍を支持した丹羽・古賀派は、結果的に党三役の一角と4人の閣僚を送り込み、主流派に返り咲いた。しかし、丹羽が総務会長に就任し、形式的に派閥を離れると、太田誠一・二田孝治ら派内の古賀系議員が、半ば強引に古賀を会長に押し上げた。丹羽には派閥総会の数時間前に太田から「古賀を会長にする」と電話で告げられたのみで、クーデター的に会長の決定が行われたことに、鈴木俊一・竹本直一ら、丹羽に近く古賀とは一線を画す議員たちは猛反発したが、「丹羽が総務会長を務めている間の暫定措置で、安倍政権には協力的な立場をとる」と古賀が約束したことで、派内の大半は静観の姿勢を取った。だが、丹羽が総務会長を退任して派閥に復帰した後も派閥会長に戻ることは無く、常任顧問という名誉職に追いやられたことで、上記の約束は反故にされたと思われる。
上記のような経緯を考慮してか、古賀の会長就任以降は報道機関の多くが派閥名の表記を丹羽・古賀派から古賀派に切り替えた。読売新聞社のみは、丹羽・古賀派で通していたが、2007年9月頃から古賀派に切り替えた。なお、丹羽は元読売新聞記者である。
2006年12月、かつての領袖である堀内光雄が復党し（郵政造反組復党問題）、堀内は派の最高顧問に就任した。翌年9月26日に堀内は名誉会長に就任した。

## 大宏池会構想と中宏池会構想
2008年に入り谷垣派との合流論である中宏池会構想が加速。同年1月16日には5月までの再合流を正式決定し、同年5月13日、東京都内のホテルで開かれた政治資金パーティーで、正式に合流が実現した。会長には古賀誠、ナンバー2の代表世話人には谷垣禎一が就任。会長代行は太田誠一（旧古賀派）、事務総長には逢沢一郎（旧谷垣派）が就き、両派の均衡が図られた。また、派閥の事務所は旧古賀派の事務所に引き続き置かれることとなった。なお後に旧谷垣派は2012年総裁選への対応を発端として再び離脱している。

### 古賀派時代
加藤の乱で宏池会が分裂した後から、旧谷垣派、麻生派との再結集を目指す大宏池会構想が模索されていたが、2007年総裁選で谷垣・古賀と麻生が対立し、その後も麻生派が麻生を明確に総裁候補として推し立てているため、当面の実現可能性がほとんどなくなった。

## 谷垣派との合流前である2008年4月の構成

### 役員
- 会長 - 古賀誠
- 名誉会長 - 堀内光雄
- 常任顧問 - 丹羽雄哉
- 顧問 - 木村貢
- 会長代行 - 太田誠一
- 副会長 - 柳澤伯夫、溝手顕正、金子一義、鈴木俊一
- 事務総長 - 二田孝治

### 衆議院議員
| 瓦力（12回、比例北陸）    | 堀内光雄（10回、山梨2区）         | 丹羽雄哉（10回、茨城6区）  | 古賀誠（9回、福岡7区）     |
| 太田誠一（8回、福岡3区）  | 柳澤伯夫（8回、静岡3区）          | 金子一義（7回、岐阜4区）   | 二田孝治（7回、比例東北）  |
| 鈴木俊一（6回、岩手2区）  | 村田吉隆（6回、岡山4区）          | 岸田文雄（5回、広島1区）   | 実川幸夫（5回、千葉13区）  |
| 根本匠（5回、福島2区）    | 塩崎恭久（4回・参院1回、愛媛1区） | 今井宏（4回、埼玉3区）     | 岩永峯一（4回、滋賀4区）   |
| 菅義偉（4回、神奈川2区）  | 竹本直一（4回、大阪15区）         | 西野陽（4回、大阪13区）    | 宮腰光寛（4回、富山2区）   |
| 望月義夫（4回、静岡4区）  | 山本幸三（4回、福岡10区）         | 小野寺五典（3回、宮城6区） | 上川陽子（3回、静岡1区）   |
| 近藤基彦（3回、新潟2区）  | 平井卓也（3回、香川1区）          | 福井照（3回、高知1区）     | 宮澤洋一（3回、広島7区）   |
| 北村誠吾（3回、長崎4区）  | 寺田稔（2回、広島5区）            | 葉梨康弘（2回、茨城3区）   | 三ツ矢憲生（2回、三重5区） |
| 木原誠二（1回、東京20区） | 清水鴻一郎（1回、比例近畿）       | 萩原誠司（1回、比例中国）  | 林潤（1回、神奈川4区）     |
| 藤井勇治（1回、比例近畿） | 盛山正仁（1回、兵庫1区）          |                            |                            |

（計38名）

### 参議院議員
| 溝手顕正（4回、広島県） | 市川一朗（3回、宮城県） | 林芳正（3回、山口県） | 松山政司（2回、福岡県） |
| 西島英利（1回、比例区） | 水落敏栄（1回、比例区） |                       |                         |

（計6名）

### 事務局
東京都港区赤坂1-9-15 日本自転車会館505号室→会館1階